# Canato de Cocande
O Canato de Cocande ou Cocanda (Kokand ou Koqand; em persa: خانات خوقند; romaniz.: Xânâte Xuqand; em usbeque: Qo'qon Xonligi) foi um estado independente usbeque da Ásia Central centrado no vale de Fergana que existiu entre 1709 e 1876. Foi fundado pelo emir manguita da tribo Mingue (ou Miñ) Xaruque (Shahrukh), que se declarou independente do Canato de Bucara, estabelecendo um canato na parte oriental do vale de Fergana, no que é hoje a parte oriental do Usbequistão. Xaruque construiu uma cidadela para ser a sua capital na pequena localidade de Cocande, aí se iniciando o canato com o mesmo nome.
Abrangia territórios que atualmente fazem parte do Usbequistão oriental, Tajiquistão oriental, sudeste do Cazaquistão e grande parte do Quirguistão. No início do século XIX, Cocande anexou a cidade e a região de Tasquente. Sentindo-se ameaçado por um ataque do Emirado de Bucara, que se preparava para anexar Tasquente, o general russo Mikhail Cherniaev aproveitou a ocasião para dirigir uma ofensiva contra o Canato de Cocande. Depois dos encarniçados combates de 1876 o Império Russo anexou Cocande propiciando desta forma que se abrisse a rota para o resto da Ásia Central.

## Origem da dinastia reinante
Segundo a genealogia oficial da dinastia de Cocande, que provavelmente tem pouco ou nada de verdadeira, o seu fundador, Xaruque, era descendente de Babur, membro da dinastia timúrida, trineto de Tamerlão, descendente de Gêngis Cã e fundador do Império Mogol.
Após ter sido derrotado pelos xaibânidas, Babur foi para o Afeganistão, mas antes disso passou pelo vale de Fergana, de onde era natural e onde era o seu reino original. Nessa altura, uma das suas esposas tinha acabado de dar à luz um filho e como a viagem para o Afeganistão era perigosa por estarem a ser perseguidos, deixaram o recém-nascido num berço ricamente decorado, juntamente com muitas joias, numa área onde havia quatro aldeias onde quirques (kyrks), quipechaques, mingues  (manguitas) e quirguizes viviam pacificamente lado a lado. Os locais encontraram o bebé, a que chamaram Altum-Bixique ("berço de ouro"), que criaram numa das aldeias. Quando Altum-Bixique cresceu, cada uma das aldeias deu-lhe uma esposa e a mais velha delas deu à luz Cudaiar (Khudayar ou Ilique-Sultão [Ilik-Sultan]), que é considerado o fundador da dinastia de Cocande. Altum-Bixique morreu em 1545 e o seu filho Tangriar tornou-se o governante de Fergana, embora não tivesse tomado o título de cã, mas sim de bei, o qual também foi usado pelos seus descendentes até ao século XIX.
Esta história não é mencionada por Babur, que escreveu ele próprio sobre a história da sua família, nem por qualquer dos seus biógrafos seus contemporâneos, pelo que o mais provável é que tenha sido inventada pelos governantes de Cocande para ligar a sua ascendência a Gêngis Cã e assim consolidar e legitimar o seu poder. Por outro lado, alguns historiadores não dão como certo que Xaruque, o fundador do estado independente de Cocande, fosse manguita e referem que ele e o seu clã imigraram da região do rio Volga para o vale de Fergana alguns anos antes de 1709.

## Fundação
Apesar de nominalmente o vale de Fergana ser um território do Canato de Bucara, tanto quanto se sabe, o poder efetivo no vale de Fergana no início do século XVIII estava muito fragmentado e nas mãos de clãs de saídes (seyids) ou cojas (khojas ou khwājas) Aparentemente, os líderes destes clãs foram nomeados governadores de várias cidades e adquiriram cada um deles um estatuto de independência.
Foi neste contexto que surgiu Xaruque Begue (Shahrukh Bek ou Shahrukh Bi), que, apesar de ser da nobreza, não era de família real, que se tinha instalado há uns anos no vale de Fergana vindo da região do rio Volga. Xaruque, que segundo algumas fontes era de facto descendente de Gêngis Cã, casou com uma filha de Iadigar Coja, o governador da cidade de Currão Serai (Khurram Serai), e foi viver para Curcã, a um par de dezenas de quilómetros a oeste de onde agora se situa Cocande. Curcã é provavelmente a Cuacanda (Khuakend) mencionada pelo geógrafo e cronista do século X ibne Haucal.
Há pelo menos duas versões sobre a ascensão ao poder de Xaruque no vale Fergana. Segundo uma delas, relatada em 1880 por Henry Hoyle Howorth, Xaruque conseguiu o poder assassinando o seu sogro e alargando posteriormente os territórios que eram dele. Alguns historiadores modernos só mencionam outra versão, segundo a qual Xaruque se tornou governante no vale de Fergana na sequência duma revolta dos cojas contra o governo do Emirado de Bucara. Os eventos ocorridos em 1709 são descritos por Mulá Alim Maquedum-Haji na sua obra “Tarixi Turkestoni” (História do Turquestão). Nela se relata que uma assembleia de anciãos e nobres de Jancate, Pilancã, Tufantipe, Partaque, Tepa-Curgã, Jainar e outras cidades elegeram o inteligente e generoso Xaruque Cã. Mal foi eleito, este pediu-lhes para encontrarem um local conveniente para construir um castelo. Os notáveis escolheram um local entre dois rios, onde foi construída uma cidadela, onde entronaram Xaruque.

## Primeiros sucessores de Xaruque (1721–1840)
Embora Xaruque e os seus primeiros sucessores não tivessem reclamado para si o título de cã, o estado então fundado era de facto independente, não se limitando à autonomia tutelada por Bucara que os cojas já tinham conseguido antes. Inicialmente, o território de Xaruque abrangia, além da capital Cocande, as cidades de Konibodom, Namangã, Marguilã, Isfara e as áreas vizinhas.  Xaruque morreu em 1721, quando tinha 40 anos e foi sucedido pelo seu filho mais velho, Abdul Raim, que conquistou Cujanda, Andijã Samarcanda, Katta-kurgan e Jizaque. Raim reinou durante doze anos, morrendo c. 1733, quando tinha 33 anos, deixando um filho (Irdana; ou Erdeni) e três filhas. O trono foi ocupado pelo seu irmão, Abdul Carim Bei.
No seu “Ansāb al-salātin was tawārikh al-khawāqin”, Mulā Mirzā Alim (Raim Tascandi, Rahim Tāshkandi) relata que Abdul Carim reorganizou a cavalaria do canato. Ainda durante o seu reinado, os calmucos ou zungares tomaram Osh, Andijã e Marguilã e aproximaram-se de Cocande, cujos habitantes se organizaram para defenderem a cidade. Os invasores foram repelidos com o apoio de Fazi Begue (Fāzil Bi), governante de Ura-tepe, que acorreu rapidamente em socorro da cidade com um exército. Abdul Carim também construiu uma nova cidadela na capital, que se juntou à que Xaruque tinha construído. Abdul Carim morreu em 1746, quando tinha 40 anos, tendo sido sucedido pelo seu filho.
O filho de Abdul Carim só reinou durante seis meses, pois o seu tio Irdana tomou o poder e relegou-o para governador de Marguilã. Por sua vez, Irdana foi derrubado por Baba Begue (Bobobek) pouco depois. Passado um ano, Baba foi morto quando ia a caminho de Bexarique, onde foi morto. Irdana voltou então ao trono em 1751 e reinou até 1770. Durante o seu segundo reinado sofreu duas invasões. Depois da destruição do Império Zungar pelos chineses em 1758, os chineses avançaram até Fergana e exigiram que Irdana Begue se tornasse vassalo do imperador Qing Qianlong. Em 1763 foi a vez de Amade Xá, fundador do Império Durrani afegão, invadir o território entre Tasquente e Cocande, mas retirou passado pouco tempo.
Após a morte de Irdana em 1770, Solimão Begue foi proclamado cã, mas foi morto durante uma conspiração três meses depois. Os conspiradores, liderados por Abedalá Cuxe Begue (Cus-Begui, Qush-Begi) e o hākim (governador) de Gurunsarai, Utau Bacaul (Bacal, Baqqāl) juntaram-se à nobreza de Cocande e proclamaram cã Narbuta Bei. Desde o início do seu reinado (1774–1798) que Narbuta tentou impor a sua autoridade aos governantes de Chust e Namangã, mas sem grande sucesso. Em contrapartida, conseguiu-o em Cujanda. Os chineses reconheceram-no como cã e aliaram-se a ele no conflito contra Bucara. O canato prosperou durante o seu reinado.
Após a morte de Narbuta em 1798, subiu ao trono o seu filho mais velho, Alim Begue, que criou um exército de mercenários tajiques das montanhas e subjugou o vale de Angren, Shymkent, Sairã, Turquestão (Iasi) e toda a região de Tasquente, onde se situavam os pontos mais importantes das rotas de caravanas para a Rússia. Alim tomou o título de cã em 1805, pelo que em rigor só a partir desta data se pode falar corretamente em Canato de Cocande. Em 1810, quando Alim estava em Tasquente, correu o rumor de que tinha morrido e o seu irmão Omar Begue tomou o poder. Quando soube da usurpação, Alim marchou para Cocande, mas foi morto perto de Alti-Cus entre 1810 e 1813.
Omar Begue conquistou Ura-tepe e reconquistou Turquestão e várias pequenas cidades a norte de Tasquente. A vida no canato melhorou significativamente durante o seu reinado (1810–1822) graças à ordem que foi posta nos negócios do estado e ao desenvolvimento da agricultura, artesanato e comércio. Foi também fundada a cidade de Xaricã (Shahrikhan), a oeste de Andijã, e construído um grande canal, o Nar i Cã Sai (Nahr-i Khan Say), entre o rio Cara Dária e essa nova cidade. O reinado ficou igualmente marcado pelo desenvolvimento da literatura, outras artes e a educação.
Omar morreu no outono de 1822, de doença, e foi sucedido pelo seu filho Maomé Ali (conhecido como Madali Cã, Modali ou Modari Cã), que continuou a expandir o território do canato. Numa carta enviada para a Rússia pelo qush-begi (literalmente: "chefe dos pássaros" ou comandante dos falcoeiros) de Tasquente, este conta que Madali tinha subjugado as cidades de Ura-tepe, Karategin (vale de Raste [Rasht], atualmente no centro do Tajiquistão), Kulab, Darqwaz  e muitas outras cidades e povos. Entre 1826 e 1831 foram organizadas várias expedições militares ao território de Casgar (em Sinquião), graças às quais Madali tomou o título de gazi ("combatente pela fé"). O imperador chinês concedeu-lhe o direito de cobrar impostos em Akhsi (no vale de Fergana), Osh, Turpã, Casgar, Yangi Shahr (atualmente no extremo norte do Tajiquistão central), Iarcanda e Cotã. As relações entre Cocande e Bucara deterioraram-se profundamente durante o reinado de Madali.
Madali teve também contactos com o Império Russo, seu vizinho a norte. Dado o elevado número de cazaques que eram nominalmente súbditos de Cocande, as fronteiras entre o canato e a Rússia eram difusas. Em 1827 ou 1828, os russos enviaram de Oremburgo uma delegação a Cocande para fixar as fronteiras, que levaram presentes do czar para o cã, que incluíam espelhos de grandes dimensões, um relógio musical, espingardas e pistolas. Ficou acordado que o rio Koksu passaria a constituir a fronteira, ficando a Rússia com os territórios a norte e o Canato de Cocande com os territórios a sul. Após o acordo, foram também colocados alguns marcos fronteiriços, mas pouco tempo depois os russos tinham construído vários fortes a sul do rio. Madali enviou então uma delegação a São Petersburgo com presentes para o czar, que inluíam um elefante e vários escravos chineses.
Em 1840, Madali recebeu o capitão britânico Arthur Conolly, um dos protagonistas no terreno do Grande Jogo, que foi enviado para a Ásia Central com a incumbência de tentar unir os canatos usbeques contra a Rússia. Segundo Howorth, Conolly foi muito bem recebido, para o que devem ter contribuído os seus presentes, que distribuiu generosamente tanto ao cã como a muitos oficiais de todos os níveis. Entretanto, no entender de Howorth, a simpatia de Madali por Conolly não foi do agrado do emir de Bucara, Nasrulá ibne Haidar Tora (Nasr-Allah bin Haydar Tora; r. 1827–1860) e foi uma das razões para ele entrar novamente em guerra com Cocande. Indo contra os conselhos dos seus amigos em Cocande, Conolly foi encontrar-se com Nasrulá em Jizaque onde, apesar de ter sido recebido friamente, conseguiu que se chegasse a um acordo de paz. Conolly seguiu depois para Bucara, onde o coronel britânico Charles Stoddart estava preso desde 1838; os dois acabaram executados por Nasrulá em 1842.
Entre as grandes construções erigidas durante o reinado de Madali estão uma grande madraça em Cocande, a Madraça Beglarbegui em Tasquente e o canal Khan Harik na região de Tasquente.

## Invasão e interferênias do Emirado de Bucara na década de 1840
Em 1840, Madali Cã, até aí um guerreiro destemido e vigoroso, tinha-se tornado um líder fraco e libertino, devido, diz-se, aos remorsos por ter mandado executar Haque Culi (Hak Kuli), que lhe tinha dado muitos conselhos valiosos. O seu governo autoritário também o tornou impopular e, segundo algumas fontes, devido a isso abdicou em 1841 a favor do seu irmão Mamude Sultão (Mahmud Sultan) mas a situação política não melhorou e conduziu a uma conspiração contra ele, liderada pelo Kushbegi Leshker de Tasquente, o cazi (kazi, cádi) Caliã, o comandante do exército Issa Coja (Isa Khoja) e outros. Os conspiradores decidiram derrubar Madali e colocar no trono um dos sobrinhos do cã Narbuta Bei, Xir Ali (Sher Ali ou Sheralixon), ou Murade Begue, filho de Alim Cã. Este último tinha vivido muitos anos com os quipechaques.
Os conspiradores enviaram um emissário ao emir de Bucara Nasrulá ibne Haidar Tora com um pedido de apoio. Apesar da sua vontade ser atender o pedido, Nasrulá estranhou a ousadia do pedido e desconfiou que pudesse haver motivações obscuras por detrás dele, pelo que nada fez até receber um segundo pedido. Em abril de 1842, Bucara enviou um exército de 18 000 homens que acampou a um par de dezenas de quilómetros de Cocande. Amedrontado pela demonstação de força, Madali enviou o seu filho Mamomé Amim, o Kushbegi Leshker e o cádi Caliã para negociarem um acordo, que incluía o reconhecimento da suserania de Nasrulá sobre Cocande e a inclusão do nome de Nasrulá no Khutbeth e nas moedas de Kkand. Os emissários foram recebidos amigavelmente e dois deles foram voltaram a Cocande, mas o Kushbegi Leshker ficou detido e, numa audiência privada com o emir, comunicou a este que os líderes do canato e o povo estavam na disposição de se renderem.
Nasrulá chamou então Madali à sua presença, mas este receou fazê-lo e não teve qualquer apoio dos seus conselheiros. Pouco depois apercebeu-se de quanto impopular se tinha tornado e após juntar os seus pertences em cem arabas pôs-se em fuga para Namangã com uma escolta de apenas mil soldados. Os nobres convidaram então Nasrulá para entrar em Cocande, o que este fez com pompa. Considerando que era preferível ser receado do que amado e que espalhando o terror impressionaria os estados vizinhos, Nasrulá mandou saquear a cidade durante quatro horas. Durante o saque foram roubados livros aos mulás e a violência atingiu inclusivamente mulheres e crianças. No dia seguinte o saque foi revendido à população, exceto o ouro, prata e outros bens valiosos, que foram para o tesouro do emir. Em seguida, este ordenou que Madali fosse encontrado.
Segundo outras fontes, eventualmente mais precisas por serem preferidas por alguns historiadores mais recentes, ao perceber quanto impopular era, no ano anterior à invasão de Bucara Madali Cã entregou o poder ao seu irmão Mamude Sultão, mas a situação política não melhorou.
A escolta de Madali foi gradualmente desertando e acabou por ficar reduzida a três homens, pelo que o cã decidiu que o melhor a fazer era voltar a Cocande e pedir clemência a Nasrulá. Assim que chegou à cidade com a sua mãe, irmão, esposas e filhos foi cercado e capturado. O seu harém foi levado para Bucara em 40 arabas e Nasrulá convocou um grande conselho para julgar Madali, onde anunciou que tinha intenção de matar o cã deposto, apropriar-se do canato e nele colocar um governador, o que deixou os nobres conspiradores desiludidos. O Kushbegi Leshker, o cádi Kalian e um nobre de nome Erdineh manifestaram a sua discordância e imploraram ao emir que colocasse no governo de Cocande um prícipe da família de Narbuta Bei, o que não agradou a Nasrulá. Este deu sinal ao seu subordinado, o cádi de Bucara Kalian, que argumentou perante o conselho que Madali era um criminoso por ter casado com a sua própria sogra, a viúva de Umar Cã e merecia ser executado juntamente com a sua famíla. Nasrulá apoiou este ponto de vista e Madali, a sua mãe Nodira, irmão e o seu filho mais velho Maomé Amim foram levados para a sala do conselho e ali mesmo executados na presença da assembleia.
Duzentos e cinquenta dos principais líderes de Cocande e as suas famílias foram presos e enviados para Bucara como reféns. Ao que parece, houve ainda mais um filho de Madali, Muxxaffer, que foi morto a mando de Nasrulá. Um terceiro filho doutra esposa chamada Axula, foi morto em 1866 ou 1867 por Maomé Cudaiar Cã (Muhammad Khudayar Khan) perto de Chusta (Chust).
A vitória de Nasrulá foi anunciada nas cidades do seu império e Ibraim Datkha (ou Ibrahim-Dadhoh ou Ibrahim Dad-khwah), antigo governador de Samarcanda, foi nomeado governador ou vice-rei de Cocande, onde ficou com uma força de 600 soldados de Bucara. O emir de Bucara ficou muito orgulhoso e satisfeito com o seu sucesso, mas o seu triunfo reveolou-se pouco duradouro. Cerca de três meses depois da tomada de Cocande, estalou uma insurreição que virou o rumo dos acontecimentos, motivada pela opressão imposta por Ibrahim Datkha, que cobrava um quarto da produção em impostos, além dos tributos pagos diretamente a Bucara. Os insurretos enviaram um emissário aos quipechaques para pedirem ajuda e colocarem Xir Ali no trono de Cocande. Após algumas hesitações, os quipechaques acederam ao pedido e quando as suas tropas se aproximavam de Cocande, a população da cidade atacou a guarnição dos ocupantes, que foi praticamente toda diziamda. Ibraim Datkha escapou por um triz e Xir Ali foi rapidamente proclamado cã de Cocande.
A perda de Cocande provocou a ira de Nasrulá, que mandou executar Ibraim Datkha e reuniu um exército de 20 000 homens com o qual marchou para Cocande juntamente com os 250 reféns de Cocande. A capital do canato foi cercada durante vários dias. Entretanto, um dos reféns, um quipechaque chamado Mussulmã Cul (Mussulman Kul ou Musulmonqul), alcunhado Chulak ("Aleijado"), que tinha ganho grande influência junto de Nasrulá, convenceu este a deixá-lo ir a Cocande com o pretexto de que conseguiria obter o controlo da cidade. Chulak tinha comandado uma companhia de cem soldados quando servia Madali, pelo que era conhecido entre os soldados do cã. Quando entrou na cidade foi recebido entusiasticamente.
Os sitiados construíram grandes muralhas de madeira e barro e fizeram alguns ataques com sucesso contra os sitiantes. Chulak escreveu a alguns nobres de Bucara onde mencionava que eles lhe tinham prometido matar o seu emir, com a intenção de que a carta chegasse ao conhecimento de Nasrulá, que na mesma altura soube que o cã de Quiva tinha invadido o território do seu emirado. Abalado com tudo isso, o emir libertou os reféns, levantou o cerco e retirou-se com as suas tropas.
Segundo Eugene Schuyler, Xir Ali era uma pessoa simples e bem intencionada e um governante afável, moderado e clemente, mas também considerado fraco ao ponto de ter sido alcunhado Pustiak ("tapete" ou "trapo"). Um dos seus poucos atos sanguinários dirigidos aos seus familiares, típicos dos governantes da Ásia Central, foi ter mandado executar Maomé Bei (Muhammed bi), um descendente de Narbuta Bei, cujos irmãos foram expatriados. No entanto, o seu reinado foi marcado por exigências severas à população, o que provocou muitos distúrbios e insurreições. Um dos primeiros atos do seu reinado foi desenterrar o corpo de Madali Cã para lhe fazer um funeral com grandes cerimónias conduzido por todo o clero.
Devido ao facto da sua atuação ter sido determinante na ascensão ao poder de Xir Ali, os quipechaques reclamavam ser recompensados e o controlo dos principais departamentos do estado, removendo os sartes da sua antiga supremacia. O seu líder, Iúçufe Minguebaxi (Yusuf Mingbashi) foi colocado à frente do governo local da cidade de Cocande e Mussulmã Cul (que noutras fontes aparece com o nome de Mingbashi Musulmonqul) ficou com o governo de Andijã.
A rivalidade e inveja entre os quipechaques e os sartes continuou. Estes últimos eram liderados por Shadi, um favorito do cã, que arranjou forma de mandar matar Iúçufe Minguebaxi e ordenou que os seus seguidores fossem executados. Mussulmã Cul foi chamado a Cocande, que afirmou estar contente com a morte de Iúçufe, que disse ser seu inimigo, mas que tinha constituído um exército considerável no qual inclui muitos dos apoiantes de Iúçufe que tinham sido proscritos. Quando Shadi soube disso, enviou assassinos para Andijã para matarem Mussulmã Cul, mas este capturou-os e enforcou-os. A partir daí instalou-se a guerra civil aberta.
Num combate ocorrido em Tux, os sartes foram derrotados, Shadi foi morto e Xir Ali Cã foi capturado. No entanto, como era complicado arranjar alguém de linhagem real para ficar no trono, Mussulmã Cul recolocou Xir Ali como cã e ocupou os cargos, ficando ele com o poder de facto e com os cargos oficiais anteriormente ocupados por Iúçufe e Shadi.
Como seria de esperar, Mussulmã Cul favoreceu o seu próprio povo, os quipechaques, o que mais uma vez aumentou o descontentamento dos sartes. Dois líderes destes, Rhamt Ulla e Maomé Carim (Mehmed Kerim), foram a Xacrisabez convidar Murade Begue, filho de Alim Cã e primo de Xir Ali, que ocupasse o trono de Cocande. Com o apoio do emir de Bucara Nasrulá, Murad marchou para Cocande em 1845, quando Mussulmã Cul estava em Osh com um exército para esmagar uma revolta ou, segundo outras fontes, a cobrar impostos aos quirguizes. A capital do canato foi tomada sem grandes dificuldades e Xir Ali foi mandado executar por Murade, que se proclamou vice-rei do emir de Bucara.
Ao regressar de Osh, muito pouco tempo depois Mussulmã Cul foi a Namangã oferecer a sua filha em casamento ao filho de Xir Ali, Cudaiar, que foi com ele para Cocande, onde prendeu Murade e proclamou Cudaiar, então ainda menor de idade, como cã, ficando como regente. Alguns historiadores modernos afirmam que que Murade foi morto por Mussulmã Cul, mas Howorth refere que também havia relatos dele ter fugido para Xacrisabez.